# Øksfjord
Øksfjord (en sami septentrional: Ákšovuotna) es una localidad situada en el municipio de Loppa, en la provincia de Finnmark, Noruega. Tiene una población estimada, a inicios de 2024, de 490 habitantes.
Es el centro administrativo del municipio.
Se localiza en la desembocadura del Øksfjorden, a 20 km al noroeste de Øksfjordbotn, en el otro extremo del fiordo.
Cubre una superficie de 0.34 km².

## Transportes
La localidad tiene conexiones diarias con el Hurtigruten, siendo una parada entre Skjervøy y Hammerfest. La mayor parte de Loppa no tiene conexiones terrestres, siendo Øksfjord el que concentra el tránsito de automóviles. Otros puntos de conexión son Nuvsvåg, Bergsfjord y Sør-Tverrfjord. Hay también una conexión por ferry con la villa de Hasvik, situada en la isla vecina de Sørøya.

## Historia
El 12 de abril de 1941, la Real Armada Noruega, exiliada en el Reino Unido, amarró el destructor Mansfield en el muelle en la madrugada. Esto tenía por objetivo demostrar que la marina aún operaba en el país ocupado y destruir una procesadora de pescado. El barco zarpó a las 3 a. m., mientras los locales cantaban el himno nacional.

## Economía
En la economía local se destaca la pesca. En su momento existieron fábricas que procesaban pescado y aceite, pero fueron cerradas en la década de 1980, quedando solamente las granjas de cría. En 2015 el pueblo contaba con un café y un pub.